# Digimon Adventure: Last Evolution Kizuna
Digimon Adventure: Last Evolution Kizuna (japanisch デジモンアドベンチャー LAST EVOLUTION 絆 Dejimon Adobenchā LAST EVOLUTION Kizuna) ist ein japanischer animierter Abenteuerfilm, der von Tōei Animation produziert und von Yumeta Company animiert wurde. Der Film gilt als Abschluss der 1999 begonnenen Handlung von Digimon und spielt in der gleichen Kontinuität wie die erste sowie zweite Staffel der Digimon-Fernsehanimeserien sowie der Filmreihe Digimon Adventure tri. Er wurde ab dem 21. Februar 2020 in japanischen und ab dem 21. Oktober 2021 in den deutschen und österreichischen Kinos veröffentlicht.

## Handlung
Der Film setzt fünf Jahre nach den Ereignissen von Digimon Adventure tri. im Jahre 2010 an, wobei Tai und seine Freunde mit etwa Anfang 20 das Erwachsenenalter erreicht haben. Als sie von einer Nachricht erreicht werden, dass die Partnerschaft mit ihrem Digimon bald ende und sie für immer getrennt sein würden, da sie keine Kinder mehr sind, stellt sich sowohl bei ihnen als auch ihren Digimon-Partnern Trauer ein. Währenddessen erscheint das mächtige Digimon Eosmon, das allen anderen auserwählten Kindern ihr Bewusstsein raubt. Obwohl Tai und seine Freunde wissen, dass der Kampf gegen Eosmon die Zeit noch verkürzen wird, die ihnen mit ihren Digimon gemeinsam bleibt, liegt es an ihnen, ein letztes Mal zusammen zu kämpfen, um die Welt einmal mehr zu retten.

## Veröffentlichung & deutsche Fassung
Der Film wurde am 21. Februar 2020 in Japan uraufgeführt. Am 25. März ist die Premiere in den US-amerikanischen Kinos vorgesehen. Noch bevor der Film im Februar in den japanischen Kinos startete, hatte das Animationsstudio Tōei Animation einen sechsminütigen Prequel-Kurzfilm auf YouTube veröffentlicht, der größtenteils Soras und Biyomons Alltag darstellt. Dies ist Teil einer fünfteiligen Kurzfilmreihe namens Digimon Adventure 20th Memorial Story in der Ereignisse rundum den Film erzählt werden, die es nicht in den Film geschafft haben. Die Reihe wurde per Crowdfunding realisiert und im Pop-up-Theater von Limited Base in Shibuya gezeigt. Die weiteren Kurzfilme sollen nicht im Internet veröffentlicht werden.
KSM Anime erklärte Anfang September 2021, die Rechte an der Ausstrahlung mit deutschsprachigen Synchronisation erworben zu haben. Einen Veröffentlichungszeitpunkt des Films in deutscher Sprache teilte das Unternehmen im Folgemonat mit. Als Kinostart wurde der 21. Oktober 2021 in teilnehmenden Kinos genannt, zudem Trailer und Synchronisationsliste auf einer eigens erstellten Website veröffentlicht. An den ersten vier Tagen hat der Film knapp über 100.000 Euro in den deutschen und österreichischen Kinos eingespielt. Der Film wurde um eine zweite Woche in 20 Kinos verlängert. Insgesamt wurden 7894 Tickets in 173 deutschen Kinos verkauft. Der Film schaffte es in Deutschland auf den 16. Platz in den Kinocharts, in Österreich schaffte er es auf Platz 24
Trackliste des Soundtracks
- Butter-Fly von Kōji Wada[10]
- Sono Saki e von Ayumi Miyazaki[11]
- Brave Heart von Ayumi Miyazaki[12]
- Hanarete Ite Mo von AiM (Ai Maeda)[13]

| Figur                    | Japanischer Sprecher | Deutscher Sprecher       |
| ------------------------ | -------------------- | ------------------------ |
| Taichi „Tai“ Yagami      | Natsuki Hanae        | Florian Knorn            |
| Yamato „Matt“ Ishida     | Yoshimasa Hosoya     | Robin Kahnmeyer          |
| Sora Takenouchi          | Suzuko Mimori        | Sonja Spuhl              |
| Kōshirō „Izzy“ Izumi     | Mutsumi Tamura       | Christopher Kohn         |
| Mimi Tachikawa           | Hitomi Yoshida       | Giuliana Jakobeit        |
| Joe Kido                 | Junya Ikeda          | Marius Clarén            |
| Takeru „T.K.“ Takaishi   | Junya Enoki          | Nicolás Artajo           |
| Hikari „Kari“ Yagami     | Mao Ichimichi        | Josephine Schmidt        |
| Agumon                   | Chika Sakamoto       | Gerald Schaale           |
| Gabumon                  | Mayumi Yamaguchi     | Julien Haggège           |
| Biyomon                  | Atori Shigematsu     | Daniela Reidies          |
| Tentomon                 | Takahiro Sakurai     | Joachim Kaps             |
| Palmon                   | Kinoko Yamada        | Gabriele Schramm-Philipp |
| Gomamon                  | Junko Takeuchi       | Rainer Fritzsche         |
| Patamon                  | Miwa Matsumoto       | Hans Hohlbein            |
| Gatomon                  | Yuka Tokumitsu       | Katrin Zimmermann        |
| Daisuke „Davis“ Motomiya | Fukujūrō Katayama    | Fabian Hollwitz          |
| Miyako „Yolei“ Inoue     | Ayaka Asai           | Julia Meynen             |
| Iori „Cody“ Hida         | Yoshitaka Yamaya     | Sebastian Fitzner        |
| Ken Ichijouji            | Arthur Lounsbery     | Timmo Niesner            |
| Veemon                   | Junko Noda           | Michael Bauer            |
| Hawkmon                  | Kōichi Tōchika       | Thomas Kästner           |
| Armadillomon             | Megumi Urawa         | Dirk Müller              |
| Wormmon                  | Naozumi Takahashi    | Karlo Hackenberger       |
| Menoa Bellucci           | Mayu Matsuoka        | Yvonne Greitzke          |
| Kyōtarō Imura            | Daisuke Ono          | Roman Wolko              |